# Liste der Parlamentsabgeordneten von Malta (1932–1939)
Diese Liste gibt einen Überblick über die Mitglieder des Repräsentantenhauses von Malta in der Wahlperiode von 1932 bis 1939.
| Name                      | Fraktion | Wahlkreis | Bemerkungen                                  |
| ------------------------- | -------- | --------- | -------------------------------------------- |
| Giovanni Adami            | PN       | 5         |                                              |
| Giuseppe Agius Muscat     | PN       | 4         |                                              |
| Luigi Azzopardi Castaldi  | PN       | 7         |                                              |
| Robert Bencini            | CON      | 3         |                                              |
| Paulu Boffa               | CdL      | 5         |                                              |
| Michel Borg               | PN       | 3         |                                              |
| John Bugeja               | CON      | 6         |                                              |
| Giuseppe Cremona          | PN       | 8         |                                              |
| Antonio Dalli             | PN       | 3         |                                              |
| Enrico Dandria            | PN       | 2         | verstorben; Nachrücker Azzopardi, Alfredo W. |
| Giuseppe De Giorgio       | PN       | 7         |                                              |
| Niccolo Delia             | PN       | 7         |                                              |
| Tommaso Fenech            | PN       | 6         |                                              |
| Robert V. Galea           | CON      | 2         |                                              |
| A. Gera De Petri          | CON      | 1         |                                              |
| Robert E. Hamilton        | CON      | 4         |                                              |
| Giuseppi Hyzler           | PN       | 1         |                                              |
| Federico F. Maempel Naudi | PN       | 3         |                                              |
| Carlo Mallia              | PN       | 1         |                                              |
| Giuseppe Micallef         | PN       | 8         |                                              |
| Carmelo Mifsud Bonniċi    | PN       | 4         |                                              |
| Ugo Mifsud                | PN       | 1         |                                              |
| Alberto Mizzi             | PN       | 2         |                                              |
| Enrico Mizzi              | PN       | 8         |                                              |
| Rosario Mizzi             | PN       | 6         |                                              |
| Anthony P. Montano        | CON      | 2         |                                              |
| Walter Salomone           | CON      | 6         |                                              |
| Paolino Schembri          | PN       | 5         |                                              |
| Gustav Soler              | PN       | 4         |                                              |
| Roger Strickland          | CON      | 8         |                                              |
| Ercole Valenzia           | CON      | 5         |                                              |
| Edwin Vassallo            | CON      | 7         |                                              |

Quelle: Maltadata

## Einzelnachweis
1. ↑  Members of Parliament, 1921–2008. In: maltadata.com. Archiviert vom Original (nicht mehr online verfügbar) am 3. Januar 2014; abgerufen am 21. Juli 2019 (englisch).